# Marlattiella aleyrodesii
Marlattiella aleyrodesii är en stekelart som beskrevs av Cameron 1912. Marlattiella aleyrodesii ingår i släktet Marlattiella och familjen växtlussteklar. Inga underarter finns listade i Catalogue of Life.